# Estación de Prosperidad

Mapa zonal de la estación de Prosperidad, en el que aparece el acceso al Metro y los recorridos y las paradas de los autobuses de la EMT.

Prosperidad es una estación de la línea 4 del Metro de Madrid en bajo la plaza homónima en el madrileño distrito de Chamartín.

## Historia
La estación forma parte de la ampliación de la línea 4 del Metro de Madrid encaminada a servir a los barrios del noroeste de Madrid: Prosperidad, Arturo Soria y Canillas. Esta necesidad ya se planteó desde los proyectos iniciales de principios del siglo XX para la creación del ferrocarril metropolitano en Madrid. Sin embargo no fue hasta la segunda mitad de este siglo cuando se llevó a cabo. La estación forma parte del primer tramo entre las estaciones de Diego de León y Alfonso XIII y se abrió al público el 26 de marzo de 1973.
La estación permaneció cerrada desde el 13 de enero y el 10 de marzo de 2020 por obras en la línea. Existió un Servicio Especial gratuito de autobús que sustituía el tramo Avenida de América - Pinar de Chamartín con parada en las inmediaciones de la estación y fue remodelada en el primer trimestre de 2020 para cambiar paredes de mármol con vetas, y azulejos de pasillos, por vítrex anaranjado.

## Accesos
Vestíbulo Prosperidad
- Plaza Prosperidad Pza. de Prosperidad, 5 (semiesquina C/ Suero de Quiñones)

## Líneas y conexiones

### Metro
| << cabecera | < estación         | línea | estación >   | cabecera >>        |
| ----------- | ------------------ | ----- | ------------ | ------------------ |
| Argüelles   | Avenida de América |       | Alfonso XIII | Pinar de Chamartín |

### Autobuses
| Diurnos   |                 |                                                  |
| Línea     | Destino         | Parada                                           |
| 1         | Cristo Rey      | 273 PROSPERIDAD (Cabecera C/ López de Hoyos, 73) |
| 9         | Hortaleza       | 2013 PROSPERIDAD (C/ López de Hoyos, 116)        |
| 73        | Feria de Madrid | 2013 PROSPERIDAD (C/ López de Hoyos, 116)        |
| 9         | Sol / Sevilla   | 2014 PROSPERIDAD (C/ López de Hoyos, 85)         |
| 73        | Diego de León   | 2014 PROSPERIDAD (C/ López de Hoyos, 85)         |
| Nocturnos |                 |                                                  |
| Línea     | Destino         | Parada                                           |
| N2        | Valdebebas      | 2013 PROSPERIDAD (C/ López de Hoyos, 116)        |
| N2        | Cibeles         | 2014 PROSPERIDAD (C/ López de Hoyos, 85)         |